# Atlantic Gateway (Noroeste de Inglaterra)
Atlantic Gateway es un proyecto de reconstrucción propuesto para el Noroeste de Inglaterra, centrada en el corredor entre Gran Mánchester y Merseyside. El desarrollo será respaldado con una inversión de 50 millones de libras durante más de 50 años, convirtiéndose en uno de los proyectos de desarrollo más costosos y extensos en la historia del Reino Unido.
El proyecto implica una amplia remodelación del Puerto de Liverpool y el Canal marítimo de Mánchester y será dirigido por The Peel Group, la mayor compañía de inversión inmobiliaria en el Reino Unido. Liverpool Waters y Wirral Waters también forman parte del proyecto y Peel también proponen soluciones de energía renovable que darían a la región más energía estable.
Liverpool y Manchester se convirtieron en rivales con la apertura del Canal Manchester Ship en 1894, que resultó en la pérdida de empleos en el Puerto de Liverpool, pero el plan de 2011 espera vincular el comercio de las dos ciudades para crear, en palabras del presidente de Peel, John Whittaker, "la región más dinámica y económicamente sostenible en el Reino Unido".